# Electric Sheep
Electric Sheep (с англ. — «Электрические овцы») — проект распределенных вычислений, позволяющий генерировать, загружать и просматривать фрактальные заставки.

## Название и идея
В основу идей проекта положен роман Филипа Киндреда Дика «Мечтают ли андроиды об электрических овцах?» (оригинальное название: «Do Androids Dream of Electric Sheep?») по которому был снят фильм «Бегущий по лезвию».
При загрузке заставки, каждый пользователь (компьютер) — андроид, который погружается в сон и рендерит (мечтает) об электро овцах (абстрактные видения коллективного электронного сна — фракталы).
Овцы в данной программе представляют собой анимированное Фрактальное пламя.
Подсчет овец — умственное упражнение, используемое в некоторых культурах как средство усыпления.

## Создание проекта
Проект был создан Скоттом Дрэйвсом, в то время как программу создали Дэнни Демоник, Эрик Фунг, Дин Годе, Николас Лонг, Мэтью, Дэвид МакГрат, Эрик Рекас, Мэтт Реда, Джефф Сикел, Спот, Эндрю Стоун, Бреннан Андервуд и Тимоти Дж. Вуд.
Скринсейвер был создан и выпущен в качестве бесплатного программного обеспечения в 1999 году и продолжает развиваться благодаря работе команды состоящий из около пяти инженеров.

## Системные требования
Приложение выпущено почти для всех доступных ОС. Для оптимальной работы требуется несколько сотен МБ дискового пространства, быстрое (и предпочтительно постоянное) подключение к Интернету, которое может (в зависимости от пользовательских настроек экранной заставки) вызывать значительную передачу данных.

## Принцип работы
Процесс работы прост, любой человек может установить бесплатное программное обеспечение в качестве заставки, а более вовлеченные в проект пользователи могут участвовать в развитии проекта.
Пользователи могут голосовать за овец, которые им нравятся или не нравятся, и это голосование используется для генетического алгоритма, который генерирует новых овец (овцы набирающие большее количество голосов продолжают развиваться, мутировать, быстро распространяться среди пользователей, скрещиваться и иметь потомство). Около 100 овец, хранящихся на сервере, называются «стадом». Создание нового фрактала путем интерполяции или объединения фрактального кода овцы с кодом другой овцы называется спариванием / разведением, а изменения в коде называются мутациями.
Пользователи могут создавать своих собственных овец с помощью соответствующего программного обеспечения, то есть вручную устанавливать параметры уравнения и тестировать визуализацию овец на пробной основе. Эти искусственные овцы могут затем публиковать на одном из серверов, где они распространяются среди пользователей, поэтому эти искусственные овцы становятся объектом эволюционного процесса.
Готовые анимации продолжительностью около 5 секунд временно сохраняются в формате MPEG-2 на диске, откуда они воспроизводятся и передаются в виде торрентов другим пользователям.
Все изображения и анимации овец распространяются по лицензии Creative Commons (Attribution ShareAlike 1.0, 2.0 или 2.5 или Attribution 2.5, в зависимости от возраста).

## Галерея
Примеры некоторых типичных образцов «овец» из архива сайта electricsheep.